# 박준화 (연출가)
박준화는 대한민국의 텔레비전 드라마 연출 감독이다.

## 예능
- 2000년 ~ 2008년 SBS 예능프로그램 《금요컬쳐클럽》 (공동 연출)
- 2005년 SBS 예능프로그램 《접속! 무비월드》 (공동 연출)
- 2011년  tvN 토요예능프로그램 《리얼키즈 스토리 레인보우》 (프로듀서)

## 시사/교양
- 2003년 ~ 2008년 KBS2 시사/교양프로그램 《생방송 시사투나잇》 (공동 연출)

## 드라마
- 2007년 tvN 목금시트콤 《막돼먹은 영애씨 시즌1》 ... 공동 연출
- 2007년 tvN 금토시트콤 《막돼먹은 영애씨 시즌2》 ... 공동 연출
- 2008년 tvN 금토시트콤 《막돼먹은 영애씨 시즌3》 ... 공동 연출
- 2008년 tvN 금토시트콤 《막돼먹은 영애씨 시즌4》 ... 공동 연출
- 2009년 tvN 금토시트콤 《막돼먹은 영애씨 시즌5》 ... 공동 연출
- 2009년 ~ 2010년 tvN 금요시트콤 《막돼먹은 영애씨 시즌6》 ... 공동 연출
- 2010년 tvN 금요시트콤 《막돼먹은 영애씨 시즌7》 ... 공동 연출
- 2010년 ~ 2011년 tvN 금요시트콤 《막돼먹은 영애씨 시즌8》 ... 연출
- 2012년 tvN 금요시트콤 《막돼먹은 영애씨 시즌10》 ... 연출
- 2012년 ~ 2013년 tvN 목요시트콤 《막돼먹은 영애씨 시즌11》 ... 연출
- 2013년 ~ 2014년 tvN 목요미니시리즈 《식샤를 합시다》 ... 연출
- 2015년 tvN 월화 미니시리즈 《식샤를 합시다 2》 ... 공동 연출
- 2016년 tvN 월화 미니시리즈 《싸우자 귀신아》 ... 연출
- 2017년 tvN 월화 미니시리즈 《이번 생은 처음이라》 ... 연출
- 2018년 tvN 수목 미니시리즈 《김비서가 왜 그럴까》 ... 연출
- 2021년 tvN 수목 미니시리즈 《간 떨어지는 동거》 ... 크리에이터
- 2022년 tvN 토일 미니시리즈 《환혼》 ... 연출
- 2023년 tvN 토일 미니시리즈 《환혼 빛과 그림자》 ... 연출
- 2024년 tvN 토일 미니시리즈 《사랑은 외나무다리에서》 ... 연출
- 2026년 MBC 금토 미니시리즈 《21세기 대군 부인》 ... 연출

## 수상
- 2022년 코리아드라마어워즈 감독상